# Анастасия (супруга Константина IV)
Анастасия (около 650, Константинополь — не ранее 711, Константинополь) — византийская императрица, супруга императора Константина IV.
15 сентября 668 года её тесть Констант II был убит в ходе заговора. Его сын Константин IV вступил на престол в 668 году, а Анастасия стала старшей императрицей. Согласно хроникам Феофана Исповедника и патриарха Никифора её первый сын Юстиниан II родился в 668/669 году на Кипре (согласно трактату «Об управлении империей» Константина VII). Единственным другим упомянутым сыном был в Liber Pontificalis был Ираклий. В записи о папе Бенедикте II (684—685) упоминается, что папа получил прядь волос от Юстиниана и его сына Ираклия, предположительно в качестве жеста доброй воли. Константин IV умер от дизентерии в сентябре 685 года. Анастасия пережила его более чем на 20 лет.
Вступив на престол, Юстиниан показал себя жестоким правителем. Юстиниан обложил государство непомерными налогами для финансирования строительства. И Феофан, и Никифор писали, что Стефан Перс, отвечающий за налогообложение, применял телесные наказания или пытки, пытаясь собрать деньги. Феофан упоминает инцидент в 693/694 году, когда Анастасия в отсутствие Юстиниана подвергалась бичеванию по приказу Стефана. Возможно это было сделано по приказу фаворитки императора.
Увеличенное налогообложение и методы, используемые в сборе, делали Юстиниана всё более непопулярным среди народа. Он был свергнут в результате государственного переворота в 695 году. Местонахождение и статус Анастасии при дворе во время недолгого правления Леонтия (695—698) и Тиверия III (698—705) неизвестны. Её сын вернул трон в 705 году и правил до 711 года, когда во время очередного восстания был схвачен и казнён за воротами Константинополя.
Анастасия пыталась защитить своего 6-летнего внука Тиверия. Она спрятала мальчика во Влахернской церкви, однако приспешники нового императора Филиппика, несмотря на мольбы Анастасии, забрали его из алтарника и казнили.
Её дальнейшая судьба неизвестна. Лев Грамматик упоминал, что она была похоронена в церкви Святых Апостолов вместе со своим мужем.